# Alaine Agirre
Alaine Agirre Garmendia (Bermeo, Vizcaya, 11 de diciembre de 1990) es una física y escritora española en euskera, que ha sido traducida a varios idiomas.

## Vida
Alaine Agirre Garmendia nació en 1990 en Bermeo, Vizcaya, País Vasco, España. Tras cursar estudios de Física y estudios vascos comenzó en la literatura. Para ella la literatura es una necesidad más que una afición. La mayor parte de sus libros están orientados al público infantil y juvenil.

## Premios
- 2015, Premio Lazarillo, por la obra Nora joan da aitona?.[3]
- 2016, Premio Euskadi de Plata, por la obra X hil da.[4][5]
- 2016, Premio Lizardi, por la obra Hau ez da zoo bat!.[6]
- 2016, Beca Joseba Jaka, por la obra Bi aldiz erditu zinen nitaz, ama.

## Obra

### Libros
- 2013, Nire potxolina maitea, Eider Eibar Zugazabeitia il. Elkar.
- 2014, Nora joan da aitona?, Elkar, 2014, Maite Gurrutxaga il. Elkar. (¿Dónde ha ido el abuelo?)
- 2014, Letra txarra daukat, eta zer?, Jokin Mitxelena il. Elkar.
- 2014, Odol mamituak, Elkar (novela). (Sangre seca)
- 2015, X hil da Elkar (novela). Edición en castellano: X ha muerto. Traducción: Xabier Mendiguren. Consonni, 2021.[7]
- 2015, Hau ez da zoo bat!, Iratxe López de Munain il. Elkar.
- 2016, Txokolatezkoa izan nahi nuke, Leire Salaberria il. Elkar.
- 2016, Bihotza lo daukat, eta zer?, Jokin Mitxelena il. Elkar.
- 2016, Martí, Elkar.
- 2017, Bi aldiz erditu zinen nitaz, ama, Elkar.[8]
- 2017, Libe, Erein.
- 2017, Maren, Erein.
- 2017, Txoriak etortzen ez diren lekua, Erein.[9]
- 2017, Gaua anderea, Erein.
- 2017, Munstro Txikiak. Hagintxoren tripako mina, Elkar con Xabier Mendiguren Elizegi.
- 2018, Sorgintxoren adiskide debekatua, Elkar con Xabier Mendiguren Elizegi.
- 2018, Oier, Erein.
- 2018, Kamisoi zuri zetazkoa, Erein (El camisón de seda blanco)
- 2019, Nire amama umea da, ni bezala, Manrique. (Mi abuela es una niña, como yo)